# Jablines
 Jablines  es una población y comuna francesa, en la región de Isla de Francia, departamento de Sena y Marne, en el distrito de Torcy y cantón de Thorigny-sur-Marne.

## Demografía
| 213 | 288 | 260 | 260 | 333 | 576 | 620 |
| Para los censos de 1962 a 1999 la población legal corresponde a la población sin duplicidades (Fuente: INSEE [Consultar]) |     |     |     |     |     |     |